# Campionato italiano a squadre di calcio da tavolo 2005
Il Campionato italiano a squadre di calcio da tavolo del 2005 si è svolto a Roma, il girone di andata, e Nichelino, il ritorno.

## Classifica
| Pos. | Squadra                 | Punti |
| ---- | ----------------------- | ----- |
| 1.   | CCT Eagles Napoli       | 34    |
| 2.   | ACS Perugia             | 32    |
| 3.   | CS Reggiana             | 29    |
| 4.   | TSC Stella Artois MI    | 24    |
| 5.   | CCT Roma                | 17    |
| 6.   | Bologna Tigers Subbuteo | 11    |
| 7.   | CCT Black & Blue Pisa   | 8     |
| 8.   | TSC Black Rose Roma     | 4     |

## Formazione della Squadra Campione D'Italia
| Bolognino Massimo  |
| Mettivieri Antonio |
| Delogne Gil        |
| Guimaraes Vasco    |
| Hanotiaux Alan     |
| Varriale Vincenzo  |
| ------------------ |